# 山里亮太のまさかのバーサーカー
『山里亮太のまさかのバーサーカー』（やまさとりょうたのまさかのバーサーカー）は、2020年4月5日から9月20日まで、毎週日曜日の23:00 - 23:25（JST）に、朝日放送テレビ（ABCテレビ）で放送された深夜バラエティ番組であり、司会を務める山里亮太の冠番組。通称は「まさかのバーサーカー」。
本項では2019年8月13日と2020年1月3日、2021年1月3日,7月3日の4回、特別番組として放送した『文化人×過酷ロケ 山里亮太のクイズ!?まさかのバーサーカー』『極め人×極限ロケ 山里亮太のクイズ!?まさかのバーサーカー2』『山里亮太のまさかのバーサーカーF』、『山里亮太のまさかのバーサーカーL』に関しても記述する。

## 概要
朝日放送テレビでは、2018年4月から日曜23時台を自社制作枠に切り替え、前半枠をバラエティ枠、後半枠を連続ドラマ枠『ドラマL』として編成している。
2020年4月改編により、2019年10月から放送してきた『やすともの恋愛島』が、ナイトinナイト・木曜日枠で新設される『やすとものいたって真剣です』内の1コーナーとして、移動・内包されることになり、空いた日曜23時台前半枠の新たなバラエティ番組として、レギュラー化されることになった。
当番組のレギュラー化と同時に、日曜23時台前半のバラエティ枠は、これまでよりも10分引き上げられ、23:00 - 23:25となる。
本編直前の22:54 - 23:00枠では、事前番宣ミニ番組『山里亮太のこのあと!まさかのバーサーカー』も別途放送。

### 番組内容
番組名の「バーサーカー」は、北欧の神話に登場する、とんでもなく追い詰められた時に、本来では考えられないような馬鹿力を発揮する戦士の名前から取られている。
各業界で活躍する著名人たちが「極め人」として、過酷なロケに挑戦すると、どんな火事場の馬鹿力を発揮するのかを、VTRで観察する。ロケ中、極め人の潜在能力が発動された瞬間（VTRでは「バーサーカー化」と呼ばれる）には「〇〇（極め人） トランスフォーム イントゥ ア バーサーカー」のナレーションが入る。スタジオでは、そのロケVTRの内容から出題されたクイズを、解答者のパネラーたちが大喜利形式で解答していく。
スタジオセットは朝日放送テレビ制作番組のセットを間借りし、当番組向けに一部を改装して使用する「やどかりシステム」を採用。特番第1回・第3回とレギュラー版では『パネルクイズ アタック25』、特番第2回は『教えて!ニュースライブ 正義のミカタ』のセットが使用されている。
新型コロナウイルス感染拡大防止に伴う収録休止期間中は、過去2回放送された特番の未放送シーンを放送。レギュラー版第9回よりリモートでの収録が再開。スタジオセットは簡素化され、澤田のみスタジオから、山里およびくっきー！をはじめとする解答者パネラーはリモートでの出演、視聴者代表枠のパネラーは不在となった。翌週と翌々週は当番組のスタッフが制作に携わり「姉妹番組」にあたる『相席食堂』のロケVTRを問題に採用。レギュラー版第12回より、山里および解答者パネラー・視聴者代表枠パネラーがスタジオでの収録に復帰。スタジオセットは収録休止前の状態に戻した上で、出演者の間には新たにアクリル板が設置されている。レギュラー版第14回では、「レジェンド・オブ・バーサーカー」と題し、同年7月12日開催の『第41回ABCお笑いグランプリ』のMCに山里が就任したのを記念し、ABCお笑いグランプリとのコラボとして、前身の『ABCお笑い新人グランプリ』を含めた過去の大会VTRから出題された。収録再開後の問題のロケVTRは当番組で新規撮影したものの他に、『相席食堂』『今ちゃんの「実は…」』『朝だ!生です旅サラダ』のロケVTRも採用している。
2020年12月28日放送の『八方・今田のよしもと楽屋ニュース2020～全集中で1000倍返し！暴露の森においでやすSP～』内では、本番組の特別版として「楽屋のバーサーカー」が生放送された。

## 出演者

### 司会
- 山里亮太[3]（南海キャンディーズ）

### アシスタント
朝日放送テレビのアナウンサーが担当。
- 増田紗織[4]（特番第1回、レギュラー版第5回・第6回・第8回）
- 澤田有也佳[5]（特番第2回・第3回、レギュラー版第1回 - 第4回・第7回 - 、第19・20回は休演[注 3]）

### パネラー
解答者は芸人が週替わりで3名→4名登場。視聴者代表は20代の若手モデルやインフルエンサーが毎週1名登場し、収録中はスタジオ内の特等席で私物のスマホを好き勝手にいじって、わからないことを検索しても、興味がなければ番組に参加しなくてもOKとなっている。スマホの画面はセット内に表示されている。

## 放映リスト

### 特番
| 回 | 放送日                   | ロケ出演者（極め人は太字）                                                       | 視聴者代表 | 解答者 |
| -- | ------------------------ | -------------------------------------------------------------------------------- | ---------- | --- |
| 1  | 2019年8月13日            | 登坂淳一 岸博幸 渡部陽一 村田秀亮（とろサーモン）                                | 古関れん   | くっきー（野性爆弾） 西田幸治（笑い飯） 板倉俊之（インパルス） |
| 2  | 2020年1月3日             | 辛坊治郎 Chage 鰻和弘（銀シャリ） ヤナギブソン（ザ・プラン9）                    | 佐藤ノア   | くっきー！（野性爆弾） 秋山竜次（ロバート） ユースケ（ダイアン） |
| 3  | 2021年1月3日             | 西田幸治（笑い飯） 板倉俊之（インパルス） ユースケ（ダイアン） 土屋アンナ NANAMI |            | くっきー！（野性爆弾） 秋山竜次（ロバート） 飯尾和樹（ずん） バカリズム 川村エミコ（たんぽぽ） サーヤ（ラランド） 盛山晋太郎（見取り図） 堂前透（ロングコートダディ） |
| 4  | 2021年7月3日 （2日深夜） | 華原朋美 渋谷凪咲（NMB48） ニッポンの社長（ケツ・辻） 鰻和弘（銀シャリ）         |            | くっきー！（野性爆弾） ユースケ（ダイアン） ニューヨーク（嶋佐和也・屋敷裕政） もう中学生 堂前透（ロングコートダディ） 永見大吾（カベポスター）                       |

### レギュラー
| 回 | 放送日        | ロケ出演者（極め人は太字）                                           | 視聴者代表 | 解答者 |
| -- | ------------- | -------------------------------------------------------------------- | ---------- | --- |
| 1  | 2020年 4月5日 | 山根明 花田優一 ユースケ（ダイアン）                                 | 古関れん   | くっきー！（野性爆弾） 西田幸治（笑い飯） 板倉俊之（インパルス）                                                               |
| 2  | 4月12日       | 花田優一                                                             | 古関れん   | くっきー！（野性爆弾） 板倉俊之（インパルス） 秋山竜次（ロバート）                                                             |
| 3  | 4月19日       | 舛添要一 山内健司（かまいたち）                                      | ねお       | くっきー！（野性爆弾） 西田幸治（笑い飯） ユースケ（ダイアン）                                                                 |
| 4  | 4月26日       | 新垣隆                                                               | ねお       | くっきー！（野性爆弾） 西田幸治（笑い飯） ユースケ（ダイアン）                                                                 |
| 5  | 5月3日        | 登坂淳一                                                             | 古関れん   | くっきー！（野性爆弾） 西田幸治（笑い飯） 板倉俊之（インパルス）                                                               |
| 6  | 5月10日       | 岸博幸 村田秀亮（とろサーモン）                                      | 古関れん   | くっきー！（野性爆弾） 西田幸治（笑い飯） 板倉俊之（インパルス）                                                               |
| 7  | 5月17日       | 辛坊治郎 鰻和弘（銀シャリ）                                          | 佐藤ノア   | くっきー！（野性爆弾） 秋山竜次（ロバート） ユースケ（ダイアン）                                                               |
| 8  | 5月24日       | Chage ヤナギブソン（ザ・プラン9）                                    | 佐藤ノア   | くっきー！（野性爆弾） 秋山竜次（ロバート） ユースケ（ダイアン）                                                               |
| 9  | 5月31日       | 渡部陽一                                                             | 古関れん   | くっきー！（野性爆弾） 西田幸治（笑い飯） 板倉俊之（インパルス）                                                               |
| 9  | 5月31日       | 舛添要一 山内健司（かまいたち）                                      | ねお       | くっきー！（野性爆弾） 西田幸治（笑い飯） ユースケ（ダイアン）                                                                 |
| 10 | 6月7日        | くっきー！                                                           |            | くっきー！（野性爆弾） 西田幸治（笑い飯） 板倉俊之（インパルス）                                                               |
| 11 | 6月14日       | 西田幸治（笑い飯）                                                   |            | くっきー！（野性爆弾） 西田幸治（笑い飯） 板倉俊之（インパルス）                                                               |
| 12 | 6月21日       | トランプマン トランプマンX 盛山晋太郎（見取り図）                    | 古関れん   | くっきー！（野性爆弾） 秋山竜次（ロバート） ユースケ（ダイアン）                                                               |
| 13 | 6月28日       | モーリー・ロバートソン 幹てつや（かりすま～ず） ファンキー矢沢       | 古関れん   | くっきー！（野性爆弾） 秋山竜次（ロバート） ユースケ（ダイアン）                                                               |
| 13 | 6月28日       | ユースケ（ダイアン）                                                 | 古関れん   | くっきー！（野性爆弾） 秋山竜次（ロバート） ユースケ（ダイアン）                                                               |
| 14 | 7月5日        | 西田幸治（笑い飯） 川原克己（天竺鼠） 山里亮太（南海キャンディーズ） | 佐藤ノア   | くっきー！（野性爆弾） 西田幸治（笑い飯） 板倉俊之（インパルス） 川原克己（天竺鼠）                                            |
| 15 | 7月12日       | 秋山竜次（ロバート）                                                 | 古関れん   | くっきー！（野性爆弾） 秋山竜次（ロバート） ユースケ（ダイアン）                                                               |
| 16 | 7月19日       | 八木真澄（サバンナ）                                                 | 佐藤ノア   | くっきー！（野性爆弾） 西田幸治（笑い飯） 板倉俊之（インパルス） 八木真澄（サバンナ）                                          |
| 17 | 7月26日       | 辛坊治郎 田崎佑一（藤崎マーケット）                                  | 古関れん   | 勝俣州和 くっきー！（野性爆弾） 秋山竜次（ロバート） 西田幸治（笑い飯）                                                        |
| 18 | 8月2日        | 勝俣州和                                                             | 古関れん   | 勝俣州和 くっきー！（野性爆弾） 秋山竜次（ロバート） 西田幸治（笑い飯）                                                        |
| 19 | 8月9日        | 竹内力 秋山竜次（ロバート） 古関れん                                 | 古関れん   | くっきー！（野性爆弾） 西田幸治（笑い飯） クロちゃん（安田大サーカス） 稲田直樹（アインシュタイン）                            |
| 20 | 8月30日       | 加藤一二三 村田秀亮（とろサーモン） 安田乙葉                         | 古関れん   | 桂三度 くっきー！（野性爆弾） 西田幸治（笑い飯） クロちゃん（安田大サーカス）                                                  |
| 21 | 9月6日        | 松崎しげる 盛山晋太郎（見取り図）                                    | ジュディ   | くっきー！（野性爆弾） 西田幸治（笑い飯） 稲田直樹（アインシュタイン） 後藤淳平（ジャルジャル）                                |
| 22 | 9月13日       | 佐藤弘道 ユースケ（ダイアン）                                        | あみか     | くっきー！（野性爆弾） 西田幸治（笑い飯） ヤナギブソン（ザ・プラン9） 後藤淳平（ジャルジャル）                                 |
| 23 | 9月20日       | 宮崎謙介 金子恵美 加藤紗里 鰻和弘（銀シャリ）                        | 赤江珠緒   | 古舘伊知郎 くっきー！（野性爆弾） 西田幸治（笑い飯） 秋山竜次（ロバート） 板倉俊之（インパルス） ユースケ（ダイアン） 古関れん |

放送休止
- 2020年8月16日は、『2020高校野球 僕らの夏』放送のため、休止。
- 2020年8月23日は、第44回全英女子オープンゴルフ放送のため、休止。

## スタッフ

### レギュラー
- ナレーション：澤田有也佳（朝日放送テレビアナウンサー）、藤崎健一郎（朝日放送テレビアナウンサー、第1・2回、第7回）、増田紗織（朝日放送アナウンサー、第5・6・8回）、橋本のりこ（第3回～）
- 構成：田中亮治、武輪真人、岸本尚久、井上久美子、西尾優希菜
- SW：手塚西都子
- VE：下村剛司、波田純一【週替り】
- CAM：長野允耶、川崎圭一郎、高階ー行、香月崇志、山本久、川崎拓真【週替り】
- MIX：清水俊孝、岩橋貞成【週替り】
- S.MIX：小谷真央、道姓舞衣【週替り】
- LD：重国祐治、宮ノ原裕俊、滝口円香、中川実芽【週替り】
- 音効・MA：新谷明比古
- メイク：塚越めぐみ
- EED：山田潤・前橋麻希（アイネックス）【毎週】、林香奈（アイネックス）、塩見悠斗【週替り】
- 協力：バックアップメディア、FUNS PRODUCTION、JAWS、ディーレック、ユーロック、フジトウ商事
- 技術協力：アイネックス、関西東通、ライズアップ、戯音工房
- 美術協力：つむら工芸、デンコー、まいど、高津商会、東京衣装、京阪商会
- デザイン：山下創平（朝日放送テレビ）
- 美術：佐々文章、田中彰洋（朝日放送テレビ）
- 番組宣伝：衣川淳子（朝日放送テレビ）
- 編成：横田瑠衣（朝日放送テレビ）
- デスク：田村圭、立野亜紀（朝日放送テレビ）
- FD：濱洲拓矢（東通企画）
- AD：香月クリストフ光、積拓矢（朝日放送テレビ）
- ディレクター：加藤伸一（バックアップメディア）、中野良（朝日放送テレビ）、三田修司（FUNS）、金津巧（JAWS）、早浪賢（ディーレック）、峯松亮太（FUNS）、高谷泰司（ユーロック）、古瀬耀士（JAWS）
- 演出：森田純平（朝日放送テレビ）
- プロデューサー：大橋洋平（朝日放送テレビ）、金丸貴史（吉本興業）
- 制作協力：吉本興業
- 制作著作：朝日放送テレビ

### 特番
- ナレーション：増田紗織（朝日放送アナウンサー、特番第1回）、澤田有也佳（朝日放送テレビアナウンサー、特番第2回）
- 構成：田中亮治
- リサーチ：原佑貴子
- SW：手塚西都子（特番第1・2回、朝日放送テレビ）
- VE：板谷諒介（特番第1・2回、朝日放送テレビ）、丸尾恵介（特番第1回、アイネックス）
- CAM：中本徹（特番第1回、朝日放送テレビ）、長野允耶（特番第2回）、高階一行（特番第1・2回）、山本久、高橋紀之、林加奈子（山本〜林→特番第1回）、鵜沼都、木戸秀樹、岡田真悟（鵜沼〜岡田→特番第2回）
- MIX：清水俊孝（特番第1回、朝日放送テレビ）、滝川毅（特番第2回）
- S.MIX：滝川毅（特番第1回）、道姓舞衣（特番第2回）
- LD：重國裕治（特番第1・2回、朝日放送テレビ）、安本雅司、岡野はづき、石谷沙織（安本〜石谷→特番第1回）、高原大裕、鈴木康司、中川実芽（高原〜中川→特番第2回）
- MA・音効：新谷明比古、西島弘晃（新谷・西島→特番第1回）
- MA：黒澤秀一（特番第2回）
- VTRオペ：岡田眞紀子（特番第1回）、長渕清美（特番第2回）
- テロップオペ：荒木佳恵
- EED：山田潤（特番第1・2回）、井原理恵（特番第1回）、前橋麻希（特番第1,2回）
- 協力：バックアップメディア（特番第1・2回）、FUNS（特番第1回）
- 技術協力：アイネックス、関西東通、ライズアップ（以上3社→特番第1・2回）、戯音工房（特番第1回）、Studio Nest（特番第2回）
- 美術協力：つむら工芸、デンコー、インターナショナルクリエイティブ、まいど、エイデック、ビーム
- スペシャルサンクス：パネルクイズ アタック25、We love 大阪
- イラスト：古田雄希（特番第1・2回）、曽山舞（特番第1回）
- 美術：佐々文章（特番第1回、朝日放送テレビ）、小林沙奈美（特番第2回、朝日放送テレビ）
- 編成：石橋義史、坂本慎吾（石橋・坂本→特番第1回、以上朝日放送テレビ）、鈴鹿相哉、横田瑠衣（鈴鹿・横田→特番第2回、以上朝日放送テレビ）
- 番組宣伝：衣川淳子（特番第1・2回、朝日放送テレビ）
- ホームページ：藤原美江（朝日放送テレビ）
- デスク：田村圭（特番第1・2回、朝日放送テレビ）
- AD：竹村聖葉（特番第1回、朝日放送テレビ）、近藤雄斗（特番第1・2回、バックアップメディア）、山田真悠子（特番第1回、FUNS）、中野良（特番第2回）
- FD：濱洲拓矢（特番第2回、東通企画）
- ディレクター：加藤伸一（特番第1,2回、バックアップメディア）、三田修司（特番第1回、FUNS）、宇都宮伊織（特番第2回、バックアップメディア）
- 演出：森田純平（朝日放送テレビ）
- プロデューサー：大橋洋平（朝日放送テレビ）、村野裕亮（特番第1回、吉本興業）、金丸貴史（特番第2回、吉本興業）
- 制作協力：吉本興業
- 制作著作：朝日放送テレビ

## エンディング曲
- SPiCYSOL「It's Time」（RX-RECORDS、レギュラー版 第1回 - 第13回）
- 湧「回想旅行」（サマータイトル、レギュラー版 第14回 - 第23回）

## ネット局

### 特番

#### 第1回
| 放送対象地域  | 放送局                 | 系列           | 放送日時（JST）                              | 備考   |
| ------------- | ---------------------- | -------------- | -------------------------------------------- | ------ |
| 近畿広域圏    | 朝日放送テレビ（ABC）  | テレビ朝日系列 | 2019年8月13日（火） 23:52 - 翌0:52           | 制作局 |
| 香川県/岡山県 | 瀬戸内海放送（KSB）    | テレビ朝日系列 | 2019年8月29日（木） 0:55 - 1:55（28日深夜）  |        |
| 愛媛県        | 愛媛朝日テレビ（eat）  | テレビ朝日系列 | 2019年9月3日（火） 0:25 - 1:25（2日深夜）    |        |
| 静岡県        | 静岡朝日テレビ（SATV） | テレビ朝日系列 | 2019年9月20日（金） 23:45 - 翌0:45           |        |
| 宮城県        | 東日本放送（KHB）      | テレビ朝日系列 | 2019年10月19日（土） 0:25 - 1:20（18日深夜） |        |
| 福岡県        | 九州朝日放送（KBC）    | テレビ朝日系列 | 2019年10月26日（土） 0:20 - 1:18（25日深夜） |        |
| 岩手県        | 岩手朝日テレビ（IAT）  | テレビ朝日系列 | 2019年10月27日（日） 0:05 - 1:00（26日深夜） |        |
| 長野県        | 長野朝日放送（abn）    | テレビ朝日系列 | 2019年11月2日（土） 0:15 - 1:15（1日深夜）   |        |
| 石川県        | 北陸朝日放送（HAB）    | テレビ朝日系列 | 2019年11月2日（土） 0:20 - 1:30（1日深夜）   |        |
| 鳥取県/島根県 | 山陰放送（BSS）        | TBS系列        | 2019年11月5日（火） 1:00 - 2:00（4日深夜）   |        |
| 大分県        | 大分朝日放送（OAB）    | テレビ朝日系列 | 2019年11月10日（日） 10:00 - 10:55           |        |
| 宮崎県        | 宮崎放送（mrt）        | TBS系列        | 2019年11月14日（木） 0:30 - 1:30（13日深夜） |        |
| 新潟県        | 新潟テレビ21（UX）     | テレビ朝日系列 | 2019年12月28日（土） 0:30 - 1:30（27日深夜） |        |
| 熊本県        | 熊本朝日放送（KAB）    | テレビ朝日系列 | 2019年12月30日（月） 0:20 - 1:20（29日深夜） |        |
| 中京広域圏    | メ～テレ（NBN）        | テレビ朝日系列 | 2020年1月2日（木） 0:25 - 1:25（1日深夜）    |        |
| 山口県        | 山口朝日放送（YAB）    | テレビ朝日系列 | 2020年1月2日（木） 0:25 - 1:25（1日深夜）    |        |
| 青森県        | 青森朝日放送（ABA）    | テレビ朝日系列 | 2020年2月20日（木） 15:56 - 16:50            |        |
| 福島県        | 福島放送（KFB）        | テレビ朝日系列 | 2020年4月3日（金） 23:15 - 翌0:15            |        |

#### 第2回
| 放送対象地域  | 放送局                 | 系列           | 放送日時（JST）                             | 備考   |
| ------------- | ---------------------- | -------------- | ------------------------------------------- | ------ |
| 近畿広域圏    | 朝日放送テレビ（ABC）  | テレビ朝日系列 | 2020年1月3日（金） 23:15 - 翌0:15           | 制作局 |
| 福岡県        | 九州朝日放送（KBC）    | テレビ朝日系列 | 2020年1月4日（土） 0:18 - 1:18（3日深夜）   |        |
| 熊本県        | 熊本朝日放送（KAB）    | テレビ朝日系列 | 2020年1月4日（土） 0:20 - 1:20（3日深夜）   |        |
| 静岡県        | 静岡朝日テレビ（SATV） | テレビ朝日系列 | 2020年1月10日（金） 0:55 - 1:55（9日深夜）  |        |
| 高知県        | テレビ高知（KUTV）     | TBS系列        | 2020年4月5日（日） 15:54 - 16:54            |        |
| 宮崎県        | 宮崎放送（mrt）        | TBS系列        | 2020年4月10日（金） 0:00 - 1:00（9日深夜）  |        |
| 福島県        | 福島放送（KFB）        | テレビ朝日系列 | 2020年4月10日（金） 23:15 - 翌0:15          |        |
| 香川県/岡山県 | 瀬戸内海放送（KSB）    | テレビ朝日系列 | 2020年8月25日（火） 0:55 - 1:55（24日深夜） |        |

### レギュラー版
| 放送対象地域  | 放送局                | 系列           | 放送日時（JST）                                           | 放送期間                                                                                      | 備考                  |
| ------------- | --------------------- | -------------- | --------------------------------------------------------- | --------------------------------------------------------------------------------------------- | --------------------- |
| 近畿広域圏    | 朝日放送テレビ（ABC） | テレビ朝日系列 | 日曜 23:00 - 23:25                                        | 2020年4月5日 - 9月20日                                                                        | 制作局                |
| 鹿児島県      | 鹿児島放送（KKB）     | テレビ朝日系列 | 金曜 1:50 - 2:20（木曜深夜） 日曜 1:35 - 2:05（土曜深夜） | 2020年4月17日（16日深夜） - 6月26日（25日深夜） 2020年7月5日（4日深夜） - 9月27日（26日深夜） |                       |
| 福島県        | 福島放送（KFB）       | テレビ朝日系列 | 日曜 1:35 - 2:00（土曜深夜）                              | 2020年4月26日（25日深夜） - 9月26日（25日深夜）                                               | [ 注 44 ]             |
| 高知県        | テレビ高知（KUTV）    | TBS系列        | 金曜 16:20 - 16:50                                        | 2020年6月26日 -                                                                               |                       |
| 石川県        | 北陸朝日放送（HAB）   | テレビ朝日系列 | 木曜 2:00 - 2:25（水曜深夜） 日曜 1:05 - 1:30（土曜深夜） | 2020年7月30日（29日深夜） - 10月1日（9月30日深夜） 2020年10月4日（3日深夜） -                 | - 第14回 第15回 -     |
| 長崎県        | 長崎文化放送（NCC）   | テレビ朝日系列 | 木曜 1:18 - 1:50（水曜深夜）                              | 2020年7月2日（1日深夜） - 10月29日（28日深夜）                                                | 第2回 - 第23回        |
| 熊本県        | 熊本朝日放送（KAB）   | テレビ朝日系列 | 水曜 1:20 - 1:50（火曜深夜）                              | 2020年7月15日（14日深夜） - 9月23日（22日深夜）                                               | 第2回 - 第14回        |
| 新潟県        | 新潟テレビ21（UX）    | テレビ朝日系列 | 日曜 10:30 - 10:55                                        | 2020年10月4日 - 12月27日                                                                      | 第2回 - 第22回        |
| 香川県/岡山県 | 瀬戸内海放送（KSB）   | テレビ朝日系列 | 月曜 0:00 - 0:30（日曜深夜）                              | 2020年10月5日（4日深夜） -                                                                    | 第2回から放送         |
| 福岡県        | 九州朝日放送（KBC）   | テレビ朝日系列 | 月曜 0:25 - 0:50（日曜深夜）                              | 2020年10月5日（4日深夜） -                                                                    | 第6回まで単発で放送済 |
| 宮城県        | 東日本放送（KHB）     | テレビ朝日系列 | 月曜 1:30 - 1:55（日曜深夜）                              | 2020年10月5日（4日深夜） -                                                                    | 第2回から放送         |

また、静岡朝日テレビ（SATV）や愛媛朝日テレビ（eat）にて単発で放送。
配信元
- TVer